# Representações culturais de Guilherme Marshal, 1.º Conde de Pembroke
Guilherme Marshal, 1.º Conde de Pembroke (1146 ou 1147 – 14 de maio de 1219) foi um soldado e estadista anglo-normando. Ele serviu a cinco reis ingleses - Henrique II, seus filhos, o "Jovem Rei" Henrique, Ricardo I e João, e o filho de João, Henrique III.

## Representações culturais
- Guilherme Marshal aparece em dois romances de Marsha Canham: In the Shadow of Midnight e The Last Arrow
- William aparece (nomeado apenas como o Conde de Pembroke) na peça histórica de William Shakespeare, King John.
- Guilherme Marshal é um personagem central na tradicional balada inglesa " Queen Elanor's Confession " (Child 156), na qual (ficticiamente) é revelado que ele seduziu Leonor da Aquitânia enquanto a escoltava para a Inglaterra.
- Quatro gerações da família Marshal, desde os pais de Isabel de Clare até o filho bastardo fictício de William FitzWilliam, são o tema de uma série de quatro romances históricos de Mary Pershall. Dawn of the White Rose (1985) é aquele sobre Guilherme Marshal e Isabel de Clare.
- Guilherme Marshal aparece em quatro dos livros de autoria de Jean Plaidy sobre os Reis Plantagenetas: A Revolta das Águias (onde ele luta por Henrique II), O Coração do Leão (sua relação com Ricardo Coração de Leão), O Príncipe Negro (sua relação com o rei João) e The War of the Queens (em seu papel como regente de Henrique III). Sua filha Isabella também aparece no próximo livro da Saga, A Rainha da Provença, como a primeira mulher de Ricardo da Cornualha.
- King's Man (1948) de CM Edmondston e MLF Hyde, é um romance juvenil que explora a relação de trabalho entre Guilherme Marshal e três de seus mestres reais - Henrique II, Ricardo I e João.[1]
- Guilherme Marshal também aparece como personagem coadjuvante no romance de Thomas B. Costain, Abaixo do Sal, e nos romances de Sharon Kay Penman, Time and Chance e Devil's Brood, bem como uma participação secundária em When Christ and His Saints Slept, de Penman, ilustrando a história sobre o tempo do jovem William como refém do rei Estévaão e o desafio de John Marshal.

- Guilherme Marshal faz uma aparição no romance histórico de James Blish , Doutor Mirabilis. Ele aparece na Convocação em Westminster, e à revelia em sua ruptura temporária com Henrique III. O próprio Blish reconhece a historicidade de Marshall, e ainda observa que na companhia de Sir Miles Bonecor eles aparecem "... como portadores de lanças marciais neste relato. . . " Em última análise, William é apenas uma figura presente na trama, em oposição a um motor significativo de eventos dentro deste romance em particular.
- Guilherme Marshal é o personagem principal do romance A Pride of Kings, de Juliet Dymoke, publicado pela New English Library em 1978.
- Guilherme Marshal é um personagem secundário significativo no romance The Witch Hunter de Bernard Knight, na série de mistério medieval do autor John Crowner, publicada em 2004.
- Um novo romance sobre Guilherme Marshal, The Greatest Knight, de Elizabeth Chadwick, baseado em fontes primárias e nas principais fontes secundárias biografias dos professores Painter, Duby e Crouch, foi publicado pela Time Warner Books em 3 de novembro de 2005. Uma sequência, The Scarlet Lion veio em 2006. Como uma das figuras históricas proeminentes do período, Marshal também aparece como uma personagem secundária em vários de seus outros romances ambientados na mesma época.
- No cinema, Marshal faz uma pequena aparição em O Leão no Inverno de 1968, interpretado por Nigel Stock. Clive Wood retrata Marshal no remake de 2003.
- O autor de The Lion in Winter, James Goldman, também usou Guilherme Marshal como personagem coadjuvante em seu romance sobre King John Myself As Witness (1979).
- Outro romance sobre William e sua mulher é Champion (em alemão "Der Ritter der Könige) de Christian Balling do ano de 1988.
- Guilherme Marshal é um personagem importante nos romances The Devil is Loose e sua sequência, Wolf at the Door, de Graham Shelby. Os livros são sobre Ricardo Coração de Leão e Rei João, e são ficções históricas sobre os eventos depois da morte de Henrique II e a queda do Império Angevino.
- Guilherme Marshal também tem duas aparições nos romances históricos "O Falcão e a Flor" e "O Dragão e a Jóia" da autora Virginia Henley.
- Ele é um personagem principal da série de peças Plantageneta, de Mike Walker, na BBC Radio 4, interpretado por Stephen Hogan.
- Guilherme Marshal é um personagem importante no épico Robin Hood de Sir Ridley Scott, que tenta convencer o Rei John a concordar com a Carta Magna. Ele é interpretado por William Hurt.
- Em outro filme de Robin Hood, Bandit of Sherwood Forest (1946), como o regente William de Pembroke, interpretado por Henry Daniell, uma caracterização inteiramente fictícia como um vilão intrigante que sequestra o jovem Henrique III e revoga a Magna Carta.
- Guilherme Marshal também é um personagem-chave na nova peça de Christopher Morley, The King's Disposition .
- A peça de rádio de Peter Robert, Holy Fool, é sobre Guilherme Marshal (interpretado por William Chubb) narrada por seu escudeiro (interpretado por Michael Williams ).
- Um personagem chamado "Marshal" (interpretado por James Purefoy), baseado vagamente no histórico Guilherme Marshal, é o personagem central do filme Ironclad de 2011.
- Uma história alternativa de Guilherme Marshal está na saga de vários livros de Martin Archer "Os Arqueiros" - o jovem William é revelado como um jovem arqueiro que evolui para William, o Marechal e coloca seu neto no trono.
- Guilherme Marshal também é a principal inspiração para o personagem de Heath Ledger, William Thatcher, no filme A Knight's Tale.
- Guilherme Marshal também é um personagem secundário importante no videogame Vampyr de 2018.